# ワールドラグビー年間最優秀コーチ賞
ワールドラグビー年間最優秀コーチ賞（World Rugby Coach of the Year）はワールドラグビーが毎年発表しているワールドラグビーアワードの一部門。

## 受賞者一覧
| 年   | コーチ                 | チーム               | 備考                                                                             | 出典   |
| ---- | ---------------------- | -------------------- | -------------------------------------------------------------------------------- | ------ |
| 2001 | ロッド・マックイーン   | オーストラリア       | 2001年トライネーションズシリーズ                                                 | [ 1 ]  |
| 2002 | ベルナール・ラポルト   | フランス             | 2002年シックス・ネイションズ・チャンピオンシップ                                 | [ 2 ]  |
| 2003 | クリーブ・ウッドワード | イングランド         | ラグビーワールドカップ2003 優勝                                                  | [ 3 ]  |
| 2004 | ジェイク・ホワイト     | 南アフリカ共和国     | 2004年トライネーションズシリーズ                                                 | [ 4 ]  |
| 2005 | グラハム・ヘンリー     | ニュージーランド     | 2005年トライネーションズシリーズ                                                 | [ 5 ]  |
| 2006 | グラハム・ヘンリー     | ニュージーランド     | 2006年トライネーションズシリーズ                                                 | [ 6 ]  |
| 2007 | ジェイク・ホワイト     | 南アフリカ共和国     | ラグビーワールドカップ2007 優勝                                                  | [ 7 ]  |
| 2008 | グラハム・ヘンリー     | ニュージーランド     | 2008年トライネーションズシリーズ                                                 | [ 8 ]  |
| 2009 | デクラン・キッドニー   | アイルランド         | 2009年シックス・ネイションズ・チャンピオンシップで10試合不敗                     | [ 9 ]  |
| 2010 | グラハム・ヘンリー     | ニュージーランド     | 2010年トライネーションズシリーズ                                                 | [ 10 ] |
| 2011 | グラハム・ヘンリー     | ニュージーランド     | ラグビーワールドカップ2011 優勝                                                  | [ 11 ] |
| 2012 | スティーブ・ハンセン   | ニュージーランド     | 2012年ラグビーチャンピオンシップ                                                 | [ 12 ] |
| 2013 | スティーブ・ハンセン   | ニュージーランド     | 2013年ラグビーチャンピオンシップ、不敗の年                                       | [ 13 ] |
| 2014 | スティーブ・ハンセン   | ニュージーランド     | 2014年ラグビーチャンピオンシップ                                                 | [ 14 ] |
| 2015 | マイケル・チャイカ     | オーストラリア       | ラグビーワールドカップ2015 準優勝、2015年ラグビーチャンピオンシップ              | [ 15 ] |
| 2016 | スティーブ・ハンセン   | ニュージーランド     | 2016年ラグビーチャンピオンシップ                                                 | [ 16 ] |
| 2017 | エディー・ジョーンズ   | イングランド         | 2017年シックス・ネイションズ・チャンピオンシップ、2016年は不敗                   | [ 17 ] |
| 2018 | ジョー・シュミット     | アイルランド         | 2018年シックス・ネイションズ・チャンピオンシップ                                 | [ 18 ] |
| 2019 | ラシー・エラスムス     | 南アフリカ共和国     | 2019年ラグビーチャンピオンシップ、ラグビーワールドカップ2019 優勝                | [ 20 ] |
| 2021 | サイモン・ミドルトン   | イングランド女子     | 2021年女子シックス・ネイションズ・チャンピオンシップ、女性コーチとして初めて受賞 | [ 21 ] |
| 2022 | ウェイン・スミス       | ニュージーランド女子 | ラグビーワールドカップ2021 (女子) 優勝                                           | [ 22 ] |
| 2023 | アンディ・ファレル     | アイルランド         |                                                                                  | [ 23 ] |
| 2024 | ジェローム・ダレー     | フランス男子セブンズ |                                                                                  | [ 24 ] |